# 恋多き女 (1956年の映画)
『恋多き女』（こいおおきおんな、Elena et les Hommes）は、1956年のフランス・イタリアのロマンティック・コメディ映画。イングリッド・バーグマンとフランスの名匠ジャン・ルノワール監督の初顔合わせによる恋愛喜劇である。
日本では『バーグマンの 恋多き女』のタイトルでビデオ発売されたことがある。

## ストーリー
19世紀末のパリを舞台に、無邪気な未亡人の公爵夫人が複数の男性と恋愛遊戯を繰り広げる姿を描く。

## キャスト
- エレナ・ソロコフスカ公爵夫人: イングリッド・バーグマン - ポーランド貴族。未亡人。
- フランソワ・ロラン将軍: ジャン・マレー
- アンリ・ド・シュヴァンクール伯爵: メル・ファーラー
- ロロット: マガリ・ノエル（フランス語版）
- マルタン＝ミショー: ピエール・ベルタン（フランス語版） - 裕福な商人。エレナに求婚。
- ミアルカ: ジュリエット・グレコ

## 作品の評価
Rotten Tomatoesによれば、13件の評論のうち高評価は77%にあたる10件で、平均点は10点満点中6.67点となっている。